# 박민지 (가수)
박민지(1998년 ~)는 대한민국의 가수다.

## 방송
- K팝스타 5 (2015) - Top8

## 음반
- K팝 스타 시즌5 TOP10 Part.1 (2016)
- K팝 스타 시즌5 TOP8 Part.2 (2016)
- 나는 그대의 사람이죠 (2020)
- You are the reason I live (2022)
- 반지 (2022)

## 피처링
- 마이크로닷 <ONLY VICTORY> (2018)
- 13月 <이별의 온도> (2021)
- 13月 <그대 나를 사랑했다면> (2021)
- 윤원중 <사랑에 실패를 했다> (2022)